# كروز السعودية
شركة كروز السعودية، هي شركة سعودية تعود ملكيتها لصندوق الاستثمارات العامة بالكامل، أسست في يناير 2021، ويقع مقرها الرئيسي في مدينة جدة على ساحل البحر الأحمر.

## أهداف الشركة
تهدف الشركة إلى تطوير البنية التحتية والخدمات اللازمة لتوسيع نطاق سوق الرحلات البحرية، وتتولى الشركة مسؤولية تطوير الموانئ في الوجهات الرئيسية، بالإضافة إلى توسيع نطاق خدمات الرحلات البحرية، وتسعى الشركة لفتح نحو 10 موانئ لتحقيق أهدافها الاستراتيجية في استقبال 1.3 مليون زائر عبر السفن السياحية (الكروز) بحلول عام 2035، لتسهم في تطوير قطاع السياحة ليشكل 10 في المائة من الناتج المحلي الإجمالي للسعودية وفق رؤية السعودية 2030.

## من إنجازات الشركة
عملت الشركة على تطوير ثلاثة موانئ استراتيجية بالبنى التحتية والخدمات اللازمة لاستقبال السفن السياحية العالمية، هي ميناء جدة الإسلامي، وميناء ينبع التجاري على البحر الأحمر، وميناء الملك عبد العزيز بالدمام على الخليج العربي، بالتعاون مع شركائها في الجهات الحكومية والخاصة، كما وقعت الشركة مذكرة تفاهم مع الهيئة الملكية للجبيل وينبع لتطوير ميناء جازان لتكون نقطة توقف جديدة للسفن السياحية العالمية، وأبرمت الشركة في مطلع عام 202، مذكرة تفاهم مع هيئة تطوير منطقة المدينة المنورة لتطوير القطاع السياحي فيها، وتسهيل الوصول إلى المدينة المنورة والمواقع التاريخية فيها والمناطق المجاورة، بما في ذلك سواحل مدينة ينبع.
واستقبلت الشركة خلال عام 2023، أكثر من 170.5 ألف زائر من 120 جنسية مختلفة، جاءوا على متن 65 رحلة لـ16 سفينة تابعة لـ11 شركة رحلات بحرية سياحية عالمية، بما في ذلك 13 زيارة أولى للسعودية من قبل شركات، مثل «سوان هيلينيك»، و«توي كروز»، و«فريد أولسون».

## أرويا كروز
أول خط للرحلات البحرية السياحية لشركة كروز السعودية والذي أطلقته في يونيو 2023، وبدأت أول رحلاتها من مدينة جدة في ديسمبر 2024.
تحتوي سفينة أرويا على 18 طابقا، خصص أحدها للألعاب المائية، وتضم مجموعة من المطاعم، وتبلغ حمولة السفينة 151 ألف طن، وطاقتها الاستيعابية الاساسية 3,362 راكب، يوجد بها 1678 كبينة، ويتكون الطاقم من أكثر من 1600 فردا، طولها 335م، وسرعتها القصوى 23.6 عقدة.